# Orchestral Favorites
Orchestral Favorites je album amerického na většině alb rockového kytaristy a zpěváka Franka Zappy, vydané v roce 1979 u DiscReet Records. Album je složené z vážné hudby.

## Seznam skladeb
| Strana 1 | Strana 1               | Strana 1 |
| Pořadí   | Název                  | Délka    |
| -------- | ---------------------- | -------- |
| 1.       | Strictly Genteel       | 7:04     |
| 2.       | Pedro's Dowry          | 7:41     |
| 3.       | Naval Aviation in Art? | 1:22     |

| Strana 2 | Strana 2       | Strana 2 |
| Pořadí   | Název          | Délka    |
| -------- | -------------- | -------- |
| 1.       | Duke of Prunes | 4:20     |
| 2.       | Bogus Pomp     | 13:27    |

## Sestava
- Frank Zappa – kytara, klávesy, zpěv
- Dave Parlato – baskytara
- Terry Bozzio – bicí
- Emil Richards – perkuse